# 角田浩司
角田 浩司（つのだ こうじ、1962年8月15日 - ）は、日本の実業家。白銅社長。

## 来歴
埼玉県出身。1986年3月 駒澤大学経済学部卒業。同年4月 東京通運入社。営業職を希望し同年7月 白銅入社。2001年同社中央支社長、2002年経営企画部長、2004年執行役員、2010年取締役、2011年常務を歴任。
2012年4月、社長に就任
。
- 営業時代は町工場の若手経営者を積極的に応援を行うなど、取引先との信頼関係を築く[4]。